# Synagoge (Weilburg)

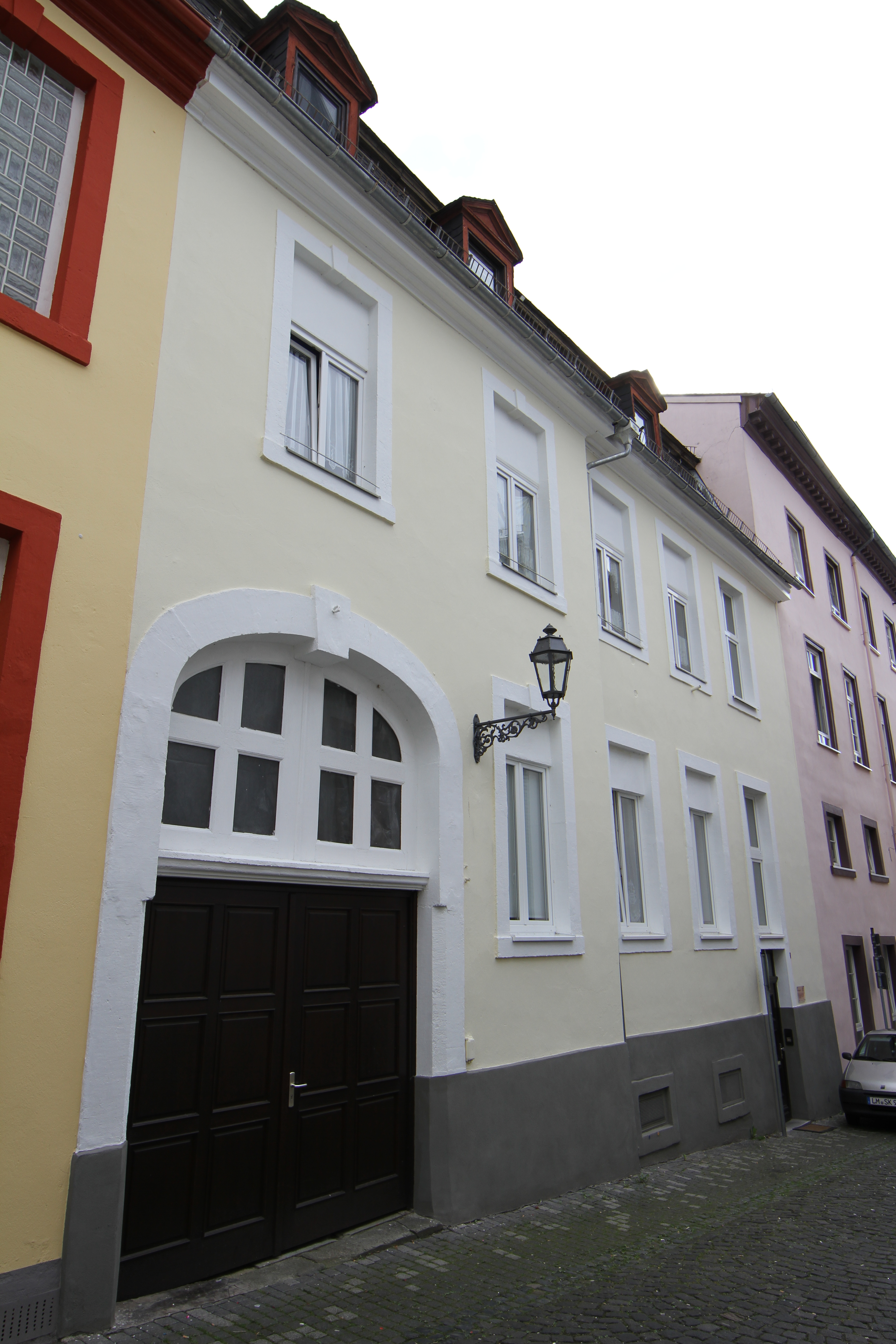
Ehemalige Synagoge in Weilburg

Die Synagoge in Weilburg, einer Stadt im hessischen Landkreis Limburg-Weilburg, wurde 1844/45 im ehemaligen Amtshaus eingerichtet. Die profanierte Synagoge an der Bogengasse 2/4 ist ein geschütztes Kulturdenkmal.

## Geschichte
Am 9. Mai 1845 wurde die Synagoge feierlich eingeweiht. Der ehemalige Speisesaal wurde zur Synagoge ausgebaut, wobei die Galerie  als Frauenempore genutzt wurde. Die Synagoge erhielt eine Orgel.
Im September 1938 wurde das Synagogengebäude an einen Weilburger Kaufmann verkauft und danach zu einem Wohnhaus umgebaut. Durch den Verkauf wurde das Gebäude beim Novemberpogrom 1938 nicht zerstört. 